# Нетупа (притока Свіслочі)
Нетупа — річка в Польщі й Білорусі у Сокульському повіті та Берестовицькому районі Підляського воєводства та Гродненській області. Ліва притока річки Свіслоч (басейн Німану).

## Опис
Довжина річки 18 км (на території Білорусі 1,3 км). Формується безіменними струмками та загатами. Річище на території Білорусі каналізоване.

## Розташування
Бере початок біля села Нова Ґжибовщизна (гміна Кринкі Сокульського повіту). Тече переважно на північний схід і за 2 км на захід від села Дзиневічи перетинає державний кордон і за 0,5 км від того ж села впадає у річку Свіслоч, ліву притоку річки Німан.

## Цікаві факти
- У XIX столітті на території Польщі на річці існувало декілька водяних млинів[4].